# بيج تايستي
بيج تايستي (بالإنجليزية: Big Tasty)‏ هي هامبرغر لحم تباع في سلسلة مطاعم ماكدونالدز حول العالم. تتألف من ربع باوند من لحم البقر الصافي (110 جرام) مع الطماطم والخس والبصل وشرائح الجبن وصلصة السبايسي. تباع في الولايات المتحدة باسم "Big N' Tasty" في حين تعرف في أوروبا والشرق الأوسط وأمريكا الجنوبية باسم "Big Tasty".